# Alberto (ur. 1937)
Alberto, właśc. Alberto Silveira (ur. 22 grudnia 1937 w Canoas) – brazylijski piłkarz, występujący podczas kariery na pozycji bramkarza.

## Kariera klubowa
Karierę piłkarską Alberto rozpoczął w klubie Oriente. W latach 1958–1962 był kolejno zawodnikiem Nacionalu Porto Alegre, Riograndense Santa Maria i Aimoré São Leopoldo. W latach 1962–1968 występował w Grêmio Porto Alegre. Z Grêmio sześciokrotnie zdobył mistrzostwo stanu Rio Grande do Sul – Campeonato Gaúcho w 1963, 1964, 1965, 1966, 1967 i 1968.
W 1971–1972 występował w Américe Rio de Janeiro. W Américe 8 sierpnia 1971 w zremisowanym 0-0 derbowym meczu z Botafogo FR zadebiutował w lidze brazylijskiej. Również w Américe 13 grudnia 1972 w przegranym 3-1 meczu z SE Palmeiras Alberto po raz ostatni wystąpił w lidze. Ogółem w latach 1971–1972 rozegrał w lidze 18 spotkań. W 1972 występował w Paragwaju w klubie Cerro Porteño.

## Kariera reprezentacyjna
W reprezentacji Brazylii zadebiutował 3 listopada 1968 w wygranym 2-1 towarzyskim meczu z reprezentacją Meksyku. Drugi i ostatni raz w reprezentacji wystąpił 17 grudnia 1968 w zremisowanym 3-3 towarzyskim meczu z reprezentacją Jugosławii.
| Mecze i gole w reprezentacji | Mecze i gole w reprezentacji | Mecze i gole w reprezentacji | Mecze i gole w reprezentacji | Mecze i gole w reprezentacji | Mecze i gole w reprezentacji | Mecze i gole w reprezentacji |
| #                            | Data                         | Miasto                       | Przeciwnik                   | Gol                          | Wynik                        | Rozgrywki                    |
| ---------------------------- | ---------------------------- | ---------------------------- | ---------------------------- | ---------------------------- | ---------------------------- | ---------------------------- |
| 1.                           | 03.11.1968                   | Belo Horizonte               | Meksyk                       |                              | 2:1                          | towarzyski                   |
| 2.                           | 17.12.1968                   | Rio de Janeiro               | Jugosławia                   |                              | 3:3                          | towarzyski                   |